# لایست آنتونی
لایست آنتونی (انگلیسی: Lysette Anthony؛ زادهٔ ۲۶ سپتامبر ۱۹۶۳) بازیگر اهل بریتانیا است. از فیلم‌ها یا سریال‌های تلویزیونی که وی در آن نقش داشته است، می‌توان به جک قاتل، زن و شوهرها، آیوانهو، افسانه مومیایی، ببین حالا کی حرف می‌زنه، کرول، دکتر جکیل و خانم هاید و دراکولا اشاره کرد.